# Molnár Zoltán (festő)
Molnár Zoltán (Sepsiszentgyörgy, 1937. október 13. – Temesvár, 2001.) erdélyi magyar festőművész, illusztrátor, színházi díszlettervező, portréfestő.

## Életútja, munkássága
A marosvásárhelyi Művészeti Líceumban érettségizett. Kádár Tibor és Abodi Nagy Béla növendékeként a Ion Andreescu Képzőművészeti Főiskolán szerzett diplomát (1963). Hosszabb időn át a temesvári Pedagógiai Főiskola rajztanárképző karán tanított, később a temesvári Állami Magyar Színház grafikusa. Az 1980-as évek elejétől betegnyugdíjas.
Elvont, geometrikus forma-rendszerű, választékos színvilágú – gyakorta zenei ihletettségű – festményeivel rendszeresen részt vett a megyei és országos kiállításokon, egyéni tárlatot rendezett Temesvárt és Bukarestben. Köztéri, ill. középületek belső tereit díszítő monumentális alkotásai Temesvárt, Szatmárnémetiben, Besztercén, Nagykárolyban, Szinaján és Ploiești-ben láthatók. Díszleteket tervezett a temesvári Állami Magyar Színház prózai és a temesvári Román Opera balett-előadásai számára. Bánsági román, magyar és német íróknak a Facla Könyvkiadó gondozásában megjelent műveit illusztrálta, számos könyvborítót tervezett. 1978-ban színes pasztellben elkészítette a magyar színház valamennyi akkori tagjának portréját. Festészete a figurális ábrázolástól távolodva jutott el az absztrakcióig. Az op-art és kinetikus művészet foglalkoztatja.

## Köztéri alkotásai
- 1969 • falkép a Temesvári Zeneközépiskola halljában, al secco, Temesvár
- 1976 • kinetikus térkompozíció, Sinaia
- 1978 • térszobor, Nagykároly • mozaik-homlokzat, távolsági autóbusz-állomás, Szatmár.[4]